# Papilio demodocus
El papilio de los cítricos (Papilio demodocus) es una especie de lepidóptero ditrisio de la familia Papilionidae propia del África subsahariana. Se  conoce también como  mariposa de la Navidad ya que es en estas fechas cuando emergen.

## Descripción

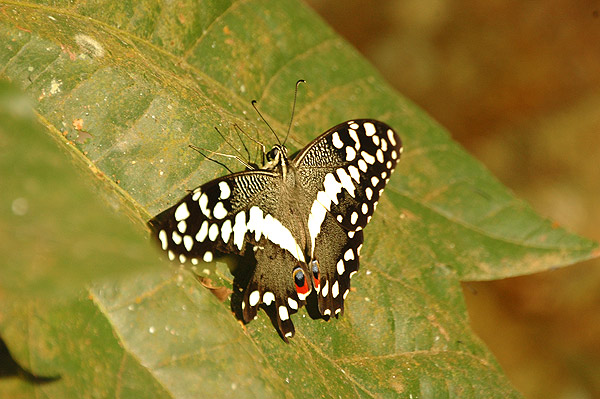
Royal Mile, Budongo W. Uganda.

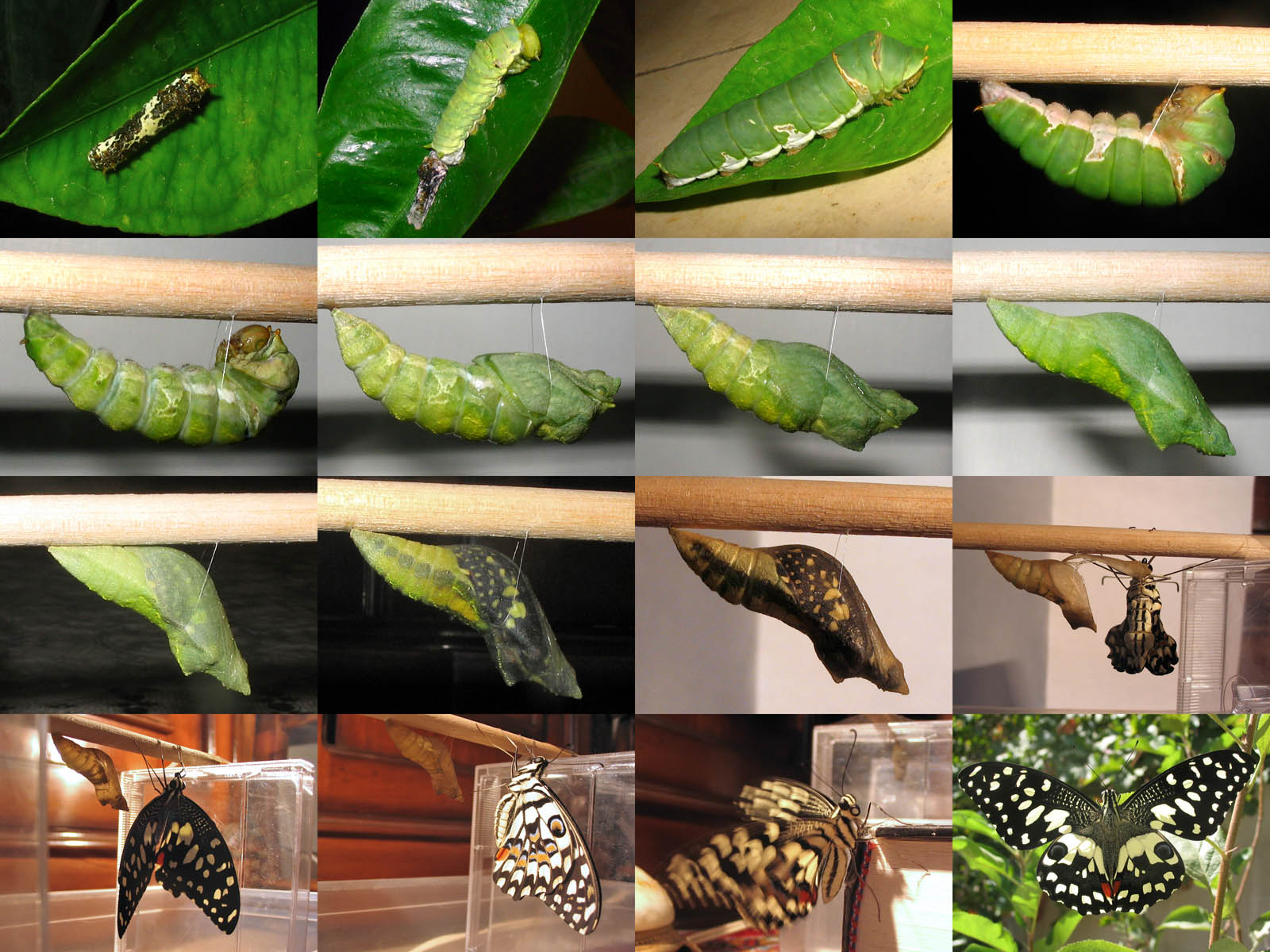

Presenta una gran envergadura alar, de entre 9 a 12 cm. Es de color negro con bandas y manchas amarillas en las alas; siendo esta combinación de color una señal de alerta en el mundo animal, para Papilio demodocus representa un mero disfraz ya que resulta totalmente inofensiva. Adopta esta combinación cromática para aprovecharse del respeto que produce en las demás especies y así librarse de sus depredadores.

## Hábitat y distribución
Vive en tierras de poca altitud, incluyendo terrenos agrícolas donde puede ser plaga de árboles frutales y otros cultivos, como las legumbres.
Se distribuye desde África central hasta el extremo sur del continente y Madagascar.